# Sanciones internacionales contra Irán

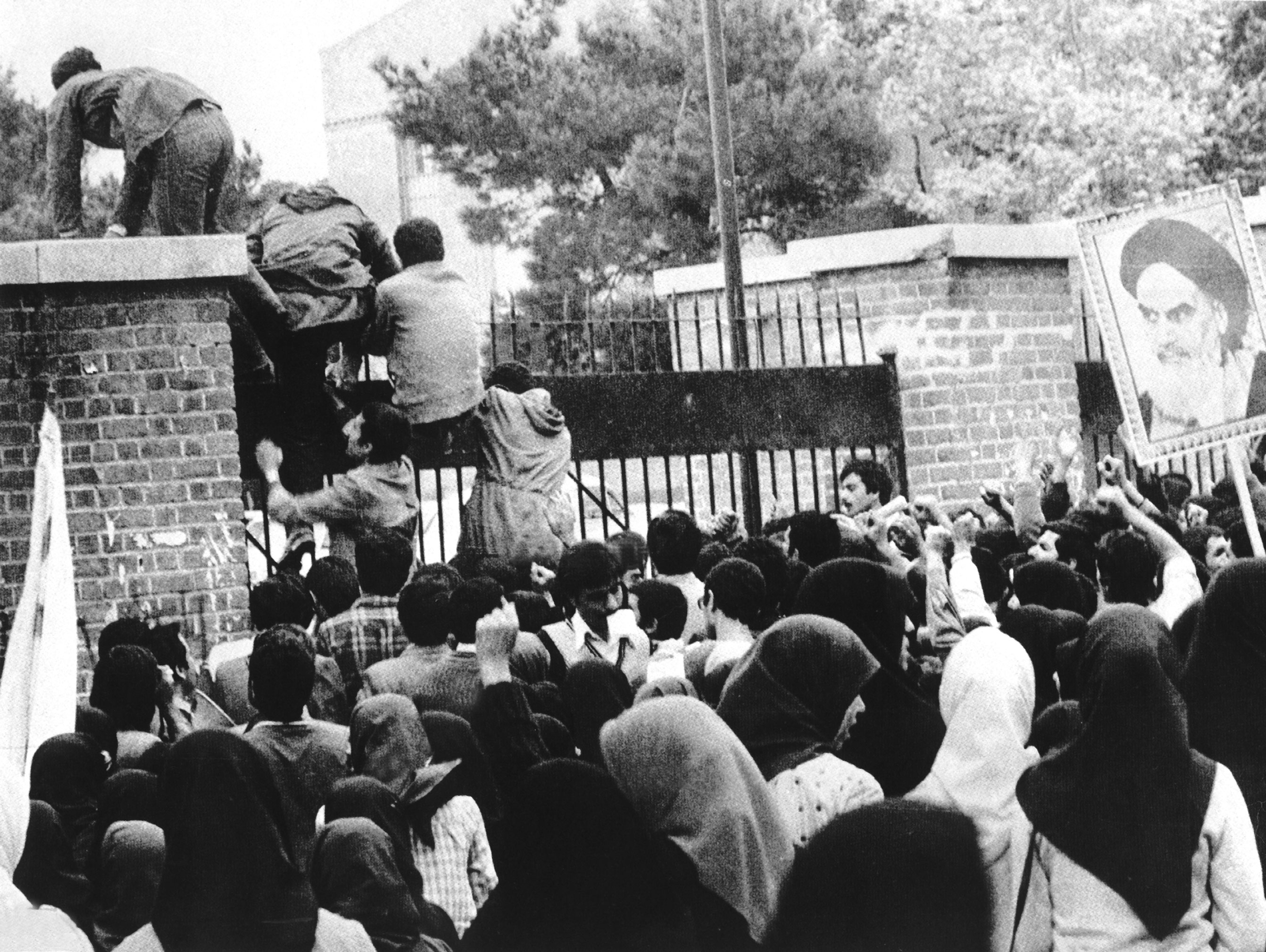
Estudiantes iraníes asaltando la Embajada de los Estados Unidos en Teherán (4 de noviembre de 1979). Este suceso, en el contexto de la Revolución iraní, desembocó en la crisis de los rehenes y en la adopción de las primeras sanciones contra Irán por parte del gobierno de Estados Unidos

Sanciones internacionales contra Irán han sido impuestas por numerosos gobiernos y organizaciones internacionales. Tras la Revolución iraní de 1979, Estados Unidos impuso sanciones contra Irán. Impuestas por la Orden Ejecutiva 12170, supusieron la congelación de unos 12000 millones de dólares en activos iraníes, incluidos depósitos bancarios, oro y otras propiedades, y un embargo comercial. Estas sanciones se levantaron en enero de 1981 como parte de los Acuerdos de Argel, que fueron una solución negociada para la liberación de los rehenes de la crisis iniciada en 1979. La administración de Ronald Reagan impuso nuevas sanciones en 1987, acusando al estado iraní de promover el terrorismo y por acciones en los años previos contra buques estadounidenses en el golfo Pérsico. Se ampliaron en 1995 para incluir a las empresas que negociasen con el régimen iraní.
En 2006, el Consejo de Seguridad de la ONU aprobó la Resolución 1696 e impuso sanciones después de que Irán se negara a suspender su programa de enriquecimiento de uranio. Las sanciones de Estados Unidos se dirigieron inicialmente contra las inversiones relacionadas con el petróleo, el gas y los petroquímicos, junto a las exportaciones de productos refinados de petróleo, así como las relaciones económicas del Cuerpos de la Guardia Revolucionaria Islámica. Entre los negocios afectados se incluyen las transacciones bancarias y de seguros (incluso con el Banco Central de Irán), envíos, servicios de alojamiento web para empresas comerciales y servicios de registro de dominios.
A lo largo de los años, las sanciones han tenido un mayor impacto en la economía y el pueblo iraníes. Desde 1979, Estados Unidos ha llevado a cabo esfuerzos internacionales para utilizar las sanciones con el fin de influir en las políticas de Irán, incluido el programa iraní de enriquecimiento de uranio, que los gobiernos occidentales temen que esté diseñado para desarrollar la capacidad de producir armas nucleares. Irán responde que su programa nuclear es para fines civiles, incluyendo la generación de energía eléctrica y el uso médico. Desde que fracasaron las negociaciones nucleares entre Irán y los gobiernos occidentales, se están discutiendo nuevas propuestas para imponer sanciones económicas más fuertes contra Irán.
Debido a las sanciones (que todos los países deben cumplir), las importaciones de petróleo iraní por parte de India caen un 40% entre 2018 y 2019. India también retira sus inversiones del puerto de Chabahar, poniendo en peligro su futuro comercial. Estas sanciones abren mercados para Arabia Saudí, cuyas relaciones comerciales con India se han duplicado, pasando de 14.000 a 28.000 millones de dólares.
En septiembre de 2019, el gobierno estadounidense instituye nuevas sanciones dirigidas, entre otras cosas, a "la última fuente de ingresos del Banco Central de Irán", que ya está en la lista negra de Estados Unidos, pero también al Fondo Nacional de Desarrollo, "es decir, su fondo soberano, que será cortado de esta manera" del sistema bancario estadounidense según el secretario del Tesoro Steven Mnuchin. Según Donald Trump, se trata de las "sanciones más duras jamás impuestas a un país".